# Општине у Јужној Доњој Калифорнији
Јужна Доња Калифорнија има 5 општина. То су:
- Комонду
- Ла Паз
- Лорето
- Лос Кабос
- Мулехе